# Superliga de Colombia 2017
La Superliga de Colombia 2017 (oficialmente y por motivos de patrocinio, Superliga Águila 2017) fue la sexta edición (6.a) del torneo oficial de fútbol colombiano que enfrentó a los campeones de la temporada 2016 del fútbol colombiano.
La Superliga de Colombia se disputa a dos enfrentamientos directos de ida y vuelta, entre los dos campeones de los torneos de liga organizados en el año inmediatamente anterior. El equipo que haya tenido más puntos en la temporada 2016 del fútbol colombiano, juega el partido de ida como visitante y el encuentro de vuelta en condición de local.
Santa Fe se proclamó campeón por tercera vez en su historia convirtiéndose en el primer equipo en lograr el tricampeonato en este torneo.

## Sistema de juego
La Superliga de Colombia se disputa a dos enfrentamientos directos de ida y vuelta, entre los dos campeones de los torneos de liga organizados en el año inmediatamente anterior. El equipo que haya tenido más puntos en la temporada 2016 del fútbol colombiano, juega el partido de ida como visitante y el encuentro de vuelta en condición de local.
El equipo que tras los dos enfrentamientos finalice con más puntaje, es coronado como campeón. En caso de que terminen con la misma cantidad de puntos, el desempate se hace mediante la diferencia de goles, siendo campeón el de mejor diferencia. Si el empate persiste, el campeón se define mediante los tiros desde el punto penal.

## Llave
|              | vs. | Bandera del departamento de Antioquia |
| ------------ | --- | ------------------------------------- |
| Santa Fe 0 1 | vs. | Independiente Medellín 0              |

## Participantes
| Independiente Medellín    | Santa Fe                          |
| ------------------------- | --------------------------------- |
| Estadio Atanasio Girardot | Estadio Nemesio Camacho El Campín |
| Capacidad: 44.739         | Capacidad: 36.343                 |
|                           |                                   |
| Medellín                  | Bogotá                            |

|   | Equipo                 | Vía de clasificación                                  | Fecha de clasificación  | Participaciones | Última participación | Mejor desempeño       |
| - | ---------------------- | ----------------------------------------------------- | ----------------------- | --------------- | -------------------- | --------------------- |
| 1 | Independiente Medellín | Campeón Torneo Apertura 2016 (6.º título de Liga)     | 19 de junio de 2016     | Debutante       | Debutante            | Debutante             |
| 2 | Santa Fe               | Campeón Torneo Finalización 2016 (9.º título de liga) | 18 de diciembre de 2016 | 2               | 2015                 | Campeón 2013 y 2015 . |

## Partidos

### Partido de ida
| 22         | Guardameta     | David González         |     |
| 18         | Defensa        | Jorge Arias            |     |
| 4          | Defensa        | Andrés Mosquera        |     |
| 2          | Defensa        | Hernán Pertúz          |     |
| 26         | Defensa        | Marlon Piedrahíta      |     |
| 8          | Centrocampista | John Hernández         |     |
| 7          | Centrocampista | Luis Carlos Arias      | 59' |
| 17         | Centrocampista | Christian Marrugo      |     |
| 10         | Centrocampista | Juan Fernando Quintero |     |
| 21         | Delantero      | Hernán Hechalar        | 67' |
| 9          | Delantero      | Juan Fernando Caicedo  | 84' |
| Entrenador | Entrenador     | Luis Zubeldía          |     |

| 22         | Guardameta     | Leandro Castellanos  |     |
| 3          | Defensa        | José Moya            |     |
| 6          | Defensa        | William Tesillo      |     |
| 15         | Defensa        | Héctor Urrego        |     |
| 7          | Defensa        | Leyvin Balanta       |     |
| 17         | Centrocampista | Juan Daniel Roa      |     |
| 27         | Centrocampista | Yeison Gordillo      |     |
| 13         | Centrocampista | Sebastián Salazar    |     |
| 30         | Centrocampista | Daniel Buitrago      | 66' |
| 16         | Delantero      | Anderson Plata       | 78' |
| 20         | Delantero      | José Adolfo Valencia | 58' |
| Entrenador | Entrenador     | Gustavo Costas       |     |

| 6  | Centrocampista | Didier Moreno    | 59' |
| 25 | Delantero      | Cristian Nazarit | 67' |
| 20 | Centrocampista | Mauricio Molina  | 86' |

| 19 | Delantero      | Denis Stracqualursi | 58' |
| 18 | Centrocampista | Johan Arango        | 66' |
| 8  | Centrocampista | Kevin Salazar       | 78' |

| Amonestado | 57' | John Hernández |
| Amonestado | 59' | Jorge Arias    |

| Amonestado | 29' | Anderson Plata      |
| Amonestado | 34' | Daniel Buitrago     |
| Amonestado | 61' | Denis Stracqualursi |

| Árbitro             | Luis Sánchez    |
| Árbitros asistentes | Wilmar Navarro  |
| Árbitros asistentes | Harold Urrea    |
| Cuarto árbitro      | Carlos Betancur |

| 22         | Guardameta     | David González         |     |
| 18         | Defensa        | Jorge Arias            |     |
| 4          | Defensa        | Andrés Mosquera        |     |
| 2          | Defensa        | Hernán Pertúz          |     |
| 26         | Defensa        | Marlon Piedrahíta      |     |
| 8          | Centrocampista | John Hernández         |     |
| 7          | Centrocampista | Luis Carlos Arias      | 59' |
| 17         | Centrocampista | Christian Marrugo      |     |
| 10         | Centrocampista | Juan Fernando Quintero |     |
| 21         | Delantero      | Hernán Hechalar        | 67' |
| 9          | Delantero      | Juan Fernando Caicedo  | 84' |
| Entrenador | Entrenador     | Luis Zubeldía          |     |

| 22         | Guardameta     | Leandro Castellanos  |     |
| 3          | Defensa        | José Moya            |     |
| 6          | Defensa        | William Tesillo      |     |
| 15         | Defensa        | Héctor Urrego        |     |
| 7          | Defensa        | Leyvin Balanta       |     |
| 17         | Centrocampista | Juan Daniel Roa      |     |
| 27         | Centrocampista | Yeison Gordillo      |     |
| 13         | Centrocampista | Sebastián Salazar    |     |
| 30         | Centrocampista | Daniel Buitrago      | 66' |
| 16         | Delantero      | Anderson Plata       | 78' |
| 20         | Delantero      | José Adolfo Valencia | 58' |
| Entrenador | Entrenador     | Gustavo Costas       |     |

| 6  | Centrocampista | Didier Moreno    | 59' |
| 25 | Delantero      | Cristian Nazarit | 67' |
| 20 | Centrocampista | Mauricio Molina  | 86' |

| 19 | Delantero      | Denis Stracqualursi | 58' |
| 18 | Centrocampista | Johan Arango        | 66' |
| 8  | Centrocampista | Kevin Salazar       | 78' |

| Amonestado | 57' | John Hernández |
| Amonestado | 59' | Jorge Arias    |

| Amonestado | 29' | Anderson Plata      |
| Amonestado | 34' | Daniel Buitrago     |
| Amonestado | 61' | Denis Stracqualursi |

| Árbitro             | Luis Sánchez    |
| Árbitros asistentes | Wilmar Navarro  |
| Árbitros asistentes | Harold Urrea    |
| Cuarto árbitro      | Carlos Betancur |

### Partido de vuelta
| 22         | Guardameta     | Leandro Castellanos |  |
| 3          | Defensa        | José Moya           |  |
| 6          | Defensa        | William Tesillo     |  |
| 15         | Defensa        | Héctor Urrego       |  |
| 7          | Defensa        | Leyvin Balanta      |  |
| 17         | Centrocampista | Juan Daniel Roa     |  |
| 27         | Centrocampista | Yeison Gordillo     |  |
| 13         | Centrocampista | Sebastián Salazar   |  |
| 11         | Centrocampista | Jonathan Gómez      |  |
| 16         | Delantero      | Anderson Plata      |  |
| 19         | Delantero      | Denis Stracqualursi |  |
| Entrenador | Entrenador     | Gustavo Costas      |  |

| 22         | Guardameta     | David González         |  |
| 18         | Defensa        | Jorge Arias            |  |
| 4          | Defensa        | Andrés Mosquera        |  |
| 2          | Defensa        | Hernán Pertúz          |  |
| 26         | Defensa        | Marlon Piedrahíta      |  |
| 8          | Centrocampista | John Hernández         |  |
| 6          | Centrocampista | Didier Moreno          |  |
| 17         | Centrocampista | Christian Marrugo      |  |
| 10         | Centrocampista | Juan Fernando Quintero |  |
| 21         | Delantero      | Hernán Hechalar        |  |
| 25         | Delantero      | Cristian Nazarit       |  |
| Entrenador | Entrenador     | Luis Zubeldía          |  |

| 10 | Centrocampista | Omar Perez       | 72' |
| 25 | Delantero      | Cristian Nazarit | 67' |
| 20 | Centrocampista | Mauricio Molina  | 86' |

| 19 | Delantero      | Denis Stracqualursi | 58' |
| 18 | Centrocampista | Johan Arango        | 66' |
| 8  | Centrocampista | Kevin Salazar       | 78' |

| 79' (a.g.) | Andrés Mosquera | 1–0 |

| Árbitro             | Nicolás Gallo       |
| Árbitros asistentes | Cristian de la Cruz |
| Árbitros asistentes | Dionisio Ruiz       |
| Cuarto árbitro      | Mario Herrera       |

| 22         | Guardameta     | Leandro Castellanos |  |
| 3          | Defensa        | José Moya           |  |
| 6          | Defensa        | William Tesillo     |  |
| 15         | Defensa        | Héctor Urrego       |  |
| 7          | Defensa        | Leyvin Balanta      |  |
| 17         | Centrocampista | Juan Daniel Roa     |  |
| 27         | Centrocampista | Yeison Gordillo     |  |
| 13         | Centrocampista | Sebastián Salazar   |  |
| 11         | Centrocampista | Jonathan Gómez      |  |
| 16         | Delantero      | Anderson Plata      |  |
| 19         | Delantero      | Denis Stracqualursi |  |
| Entrenador | Entrenador     | Gustavo Costas      |  |

| 22         | Guardameta     | David González         |  |
| 18         | Defensa        | Jorge Arias            |  |
| 4          | Defensa        | Andrés Mosquera        |  |
| 2          | Defensa        | Hernán Pertúz          |  |
| 26         | Defensa        | Marlon Piedrahíta      |  |
| 8          | Centrocampista | John Hernández         |  |
| 6          | Centrocampista | Didier Moreno          |  |
| 17         | Centrocampista | Christian Marrugo      |  |
| 10         | Centrocampista | Juan Fernando Quintero |  |
| 21         | Delantero      | Hernán Hechalar        |  |
| 25         | Delantero      | Cristian Nazarit       |  |
| Entrenador | Entrenador     | Luis Zubeldía          |  |

| 10 | Centrocampista | Omar Perez       | 72' |
| 25 | Delantero      | Cristian Nazarit | 67' |
| 20 | Centrocampista | Mauricio Molina  | 86' |

| 19 | Delantero      | Denis Stracqualursi | 58' |
| 18 | Centrocampista | Johan Arango        | 66' |
| 8  | Centrocampista | Kevin Salazar       | 78' |

| 79' (a.g.) | Andrés Mosquera | 1–0 |

| Árbitro             | Nicolás Gallo       |
| Árbitros asistentes | Cristian de la Cruz |
| Árbitros asistentes | Dionisio Ruiz       |
| Cuarto árbitro      | Mario Herrera       |

| Bandera de Colombia          |
| Campeón Santa Fe 3.er título |